# Badanj, Srbija
Badanj (izvirno srbsko Бадањ) je naselje v Srbiji, ki upravno spada pod Občino Raška; slednja pa je del Raškega upravnega okraja.

## Demografija
V naselju živi 91 polnoletnih prebivalcev, pri čemer je njihova povprečna starost 62,1 let (57,8 pri moških in 65,5 pri ženskah). Naselje ima 53 gospodinjstev, pri čemer je povprečno število članov na gospodinjstvo 1,72.
To naselje je, glede na rezultate popisa iz leta 2002, skoraj popolnoma srbsko.
|  |

| Demografija | Demografija     | Demografija     |
| Leto        | Št. prebivalcev | Št. prebivalcev |
| ----------- | --------------- | --------------- |
|             |                 |                 |
|             |                 |                 |
|             |                 |                 |
|             |                 |                 |
| 1948        | 298             |                 |
| 1953        | 358             |                 |
| 1961        | 395             |                 |
| 1971        | 332             |                 |
| 1981        | 267             |                 |
| 1991        | 169             | 168             |
| 2002        | 91              | 91              |
|             |                 |                 |

| Etnična sestava po popisu iz leta 2002 | Etnična sestava po popisu iz leta 2002 | Etnična sestava po popisu iz leta 2002 | Etnična sestava po popisu iz leta 2002 | Etnična sestava po popisu iz leta 2002 |
| -------------------------------------- | -------------------------------------- | -------------------------------------- | -------------------------------------- | -------------------------------------- |
| Srbi                                   | Srbi                                   |                                        | 90                                     | 98,90%                                 |
| Neznano                                | Neznano                                |                                        | 1                                      | 1,09%                                  |